# Asahi, Mie

Asahi (朝日町 Asahi-chō?) este un oraș în Japonia, în prefectura Mie.